# Штаммхам (Ингольштадт)
Штаммхам (нем. Stammham) — община в Германии, в земле Бавария.
Подчиняется административному округу Верхняя Бавария. Территориально находится в районе города Ингольштадт, административно подчиняется району Айхштетт. Население составляет 3687 человек (на 31 декабря 2010 года). Занимает площадь 39,04 км².
Коммуна подразделяется на 5 сельских округов.

## Население
По оценке на 31 декабря 2015 года население общины Штаммхам составляет 3906 чел. 

| Дата      | 1840 | 1871 | 1900 | 1925 | 1939 | 1950 | 1961 | 1970 | 1987 | 2011 |
| --------- | ---- | ---- | ---- | ---- | ---- | ---- | ---- | ---- | ---- | ---- |
| Население | 758  | 891  | 1082 | 1167 | 1214 | 1577 | 1481 | 1886 | 2547 | 3678 |

| Год       | 1960 | 1970 | 1980 | 1990 | 2000 | 2009 | 2010 | 2011 | 2012 | 2013 | 2014 | 2015 |
| --------- | ---- | ---- | ---- | ---- | ---- | ---- | ---- | ---- | ---- | ---- | ---- | ---- |
| Население | 1452 | 1936 | 2404 | 2729 | 3218 | 3703 | 3687 | 3694 | 3721 | 3819 | 3860 | 3906 |